# Angus Cloud
Conor Angus Cloud Hickey, född 10 juli 1998 i Oakland i Kalifornien, död 31 juli 2023 i Oakland i Kalifornien, var en amerikansk skådespelare av irländsk härkomst. Hans mest kända skådespelarinsats är i HBO-serien Euphoria, där han från 2019 till 2022 spelade Fezco. Han medverkade också i musikvideor, av artister som Noah Cyrus, Juice Wrld, Becky G och Karol G.

## Filmografi (i urval)

### Filmer
- 2021 – North Hollywood
- 2023 – Your Lucky Day (postum medverkan)
- 2024 – Abigail (postum medverkan)

### TV-serier
- 2019–2022 – Euphoria (TV-serie)

### Musikvideor
- 2020 – "All Three" (Noah Cyrus)
- 2022 – "Cigarettes" (Juice Wrld)
- 2022 – "Mamiii" (Becky G och Karol G)